# Пилана
Пилана је индустријско постројење намењено примарној преради дрвета.
Пилана се, у ширем смислу, састоји од: стоваришта трупаца, пиланског постројења (пиланске хале) и стоваришта резане грађе.
У пиланском постројењу налазе се машине за разрезивање трупаца (гатери, трачне пиле) и, често, машине за крајчење и краћење добијених сортимената. Излазни материјал пилане представља резана грађа: даске, планке, греде, летве, железнички прагови, гредице, итд.